# Teodora Witkowska
Teodora Marianna Witkowska (ur. 23 marca 1889 w Koźminie, zm. 28 stycznia 1945 w Dzierzgoniu) – zakonnica ze Zgromadzenia Sióstr św. Elżbiety (elżbietanek), męczennica okresu II wojny światowej, dziewica oraz Służebnica Boża Kościoła katolickiego.

## Życiorys
Marianna Witkowska urodziła się w 1889 w Koźminie, w diecezji chełmińskiej, w rodzinie wielodzietnej jako drugie z czworga rodzeństwa Franciszka i Antonii z domu Gołuńskiej. Ojciec jej zajmował się handlem końmi, a matka głęboko religijna (należała do Tercjarzy franciszkańskich) była gospodynią. Rodzina Witkowskich często (z przyczyn głównie ekonomicznych) zmieniała miejsce swojego zamieszkania (Bytonia, a później Lubichowo, gdzie nabyła dom z kawałkiem ziemi i gdzie zmarli oboje jej rodzice) . Z rodziny jej wielu, podobnie jak ona poświęciło się życiu konsekrowanemu. Jej starsza siostra Franciszka została zakonnicą w Zgromadzeniu Sióstr Świętego Michała Archanioła w Miejscu Piastowym, a kuzyn jej ze strony matki bp Leon Scharmach MSC wstąpił do Zgromadzenia Misjonarzy Najświętszego Serca Jezusowego, uczestnicząc m.in. w obradach Soboru Watykańskiego II, będąc biskupem w Rabaul (Papua-Nowa Gwinea). Natomiast jej stryj Juliusz Witkowski został odznaczony przez papieża Piusa XI 20 kwietnia 1938 medalem Pro Ecclesia et Pontifice, bowiem aż trzy jego córki zostały elżbietankami.
Po dwóch dniach od urodzenia 25 marca Marianna została ochrzczona w Kościele Świętych Apostołów Piotra i Pawła w Pogódkach, a rodzicami chrzestnymi byli Johann Borczyk i Johanna Witkowska. W 1898 przystąpiła do Pierwszej Komunii świętej. Niebawem ukończyła Szkołę Ludową w Bytonii. Sakrament bierzmowania otrzymała z rąk biskupa Augustyna Rosentretera 29 czerwca 1908 w katedrze Wniebowzięcia NMP w Pelplinie.
Mając 19 lat, 28 lutego 1909 wstąpiła do Zgromadzenia Sióstr św. Elżbiety w Królewcu rozpoczynając roczny postulat, po którym 13 maja 1909 rozpoczęła nowicjat przyjmując imię zakonne Maria Teodora. Następnie 23 maja 1911 złożyła pierwszą profesję zakonną w Domu Prowincjalnym w Królewcu, a 6 maja 1920 złożyła śluby wieczyste. Potem przebywała od 3 października 1923 na placówce sióstr w Postolinie, gdzie pracowała przez trzynaście lat jako pielęgniarka opiekując się chorymi na gruźlicę, a następnie przez kilka miesięcy (od 22 września 1936) opiekowała się chorymi w Mikołajkach Pomorskich. Wkrótce jednak przełożone postanowiły przenieść ją do Nidzicy, gdzie od 13 lutego 1937 pełniła urząd przełożonej sióstr oraz ofiarnie posługiwała również chorym i ubogim, szczególnie w czasach okrutnej II wojny światowej, która ją zastała na tej placówce.

### Męczeństwo
Pod koniec II wojny światowej 26 lipca 1944 siostra Maria Teodora została przeniesiona do Dzierzgonia będąc przełożoną domu zakonnego oraz zakrystianką. Idący front zbliżających się wojsk radzieckich Armii Czerwonej, które w brutalny często sposób niszczyły elementy wiary chrześcijańskiej, 24 stycznia dotarł do Dzierzgonia. Sposobem przetrwania tych trudnych czasów było często schronienie się w bezpiecznych (wydawać by się mogło) miejscach. W czasie paniki i lęku siostry oraz niektórzy mieszkańcy schronili się w Powiatowym Domu Starców. Miejsce to jak się wkrótce okazało nie było bezpieczne, gdyż wieczorem 28 stycznia jeden z radzieckich żołnierzy, który wtargnął do pomieszczenia, gdzie byli schronieni, kierując się niskimi pobudkami miał zamiar wyprowadzić i zgwałcić jedną z młodszych przebywających tam sióstr, s. Amabilis Markowską CSSE. W jej obronie przez atakiem żołnierza stanęła siostra przełożona Maria Teodora, zasłaniając ją własnym ciałem, jednak została ona przez niego zastrzelona pociskiem w głowę, który okazał się śmiertelny. Ciało zamordowanej siostry zostało zabrane przez żołnierzy w nieznanym kierunku . Odnaleziono je dopiero pół roku później, po czym odbył się pogrzeb 21 czerwca 1945. Została pochowana na cmentarzu parafialnym w Dzierzgoniu, nieopodal wejścia do cmentarnej Kaplicy św. Anny przy ulicy Elbląskiej. Początkowo, na jej grobie umieszczono krzyż z napisem, będącym cytatem z Pisma Świętego (1 Kor 13,8):

Miłość nigdy nie ustaje.

a następnie postawiono okazały grobowiec z krzyżem a przy nim płytę z napisem oraz dodatkową stylizowaną inskrypcją: 

Sługa Boża S.M. Teodora – Marianna Witkowska, *23.3.1889, †28.1.1945.
Zginęła śmiercią męczeńską, stając w obronie czystości współsiostry S.M. Amabilis Markowskiej, zastrzelona przez żołnierza Armii Czerwonej.

## Proces beatyfikacyjny
Przejęte jej zamordowaniem, siostry elżbietanki podjęły starania w celu wyniesienia siostry Marii Teodory na ołtarze. W okresie od marca do sierpnia 2007 zbierano dokumenty dotyczące życia i męczeństwa siostry. 15 września 2007 nastąpiło uroczyste otwarcie procesu beatyfikacyjnego, którego dokonał arcybiskup Wojciech Ziemba, metropolita warmiński w katedrze św. Jakuba w Olsztynie, będącego częścią procesu beatyfikacyjnego 46 męczenników nazizmu i komunizmu jaki toczy się w diecezji warmińskiej. Na postulatora procesu wyznaczono ks. Janusza Ostrowskiego, a wicepostulatorką została elżbietanka siostra Miriam Zając CSSE. Odtąd przysługuje jej tytuł Służebnicy Bożej. 5 listopada 2011 podczas uroczystej mszy św. pod przewodnictwem kard. Henryka Gulbinowicza sprawowanej w katedrze olsztyńskiej zakończył się proces beatyfikacyjny na szczeblu diecezjalnym.

## Upamiętnienie
19 czerwca 2014 siostry elżbietanki umieściły na byłym klasztorze reformatów w Dzierzgoniu, przy ul. Krzywej 16, na ścianie budynku (obecnie Dzierzgoński Ośrodek Kultury) w którym zginęła siostra Maria Teodora Witkowska okolicznościową tablicę pamiątkową z mottem, będącym cytatem z Pisma Świętego (J 15,13):

Nikt nie ma większej miłości od tej, gdy ktoś życie swoje oddaje za przyjaciół swoich.
W tym budynku, dawnym Powiatowym Domu Starców, dnia 28 stycznia 1945 r. zginęła z ręki żołnierza Armii Czerwonej
Przełożona Sióstr Elżbietanek, Sługa Boża Siostra M. Teodora Witkowska, broniąc czystości swojej młodszej współsiostry.
Tablicę tę dedykują w dowód wdzięczności za jej heroiczną postawę Siostry św. Elżbiety. Dzierzgoń 19.06.2014.